# Cassazione (Sibelius)
Cassazione, Op. 6, è una composizione orchestrale di Jean Sibelius, scritta nel 1904 per il programma che introduceva il suo Concerto per violino. Il titolo si riferisce alla cassazione, un genere simile alla serenata, che era popolare alla fine del XVIII secolo. Sibelius ha strutturato il lavoro in cinque "episodi". Il numero dell'opera è un buon esempio del modo in cui Sibelius manipolava la sua immagine di compositore; sebbene i suoi numeri di opus fossero arrivati ai quaranta, assegnò il numero inutilizzato Op. 6 a questo lavoro, il che implicava una data di composizione precedente.

## Storia
Cassazione fu eseguita per la prima volta a Helsinki l'8 febbraio 1904 dall'Orchestra della Helsinki Philharmonic Society, diretta dal compositore. Un altro lavoro molto importante, anch'esso presentato in quel concerto, fu Tulen Synty (L'origine del fuoco), mentre una recensione di Oskar Merikanto valutò Cassazione come "abbastanza insignificante". Sibelius revisionò l'opera nel 1905, ma lasciò una nota: "Bör omarbetas" (Deve essere rivista). Sibelius riscrisse il brano nel 1905 ma non era ancora soddisfatto. L'opera è stata dimenticata ed è uno dei lavori orchestrali meno eseguiti di Sibelius.
L'inizio della musica, in un modo cromatico "pieno di suspense", è stato paragonato all'inizio simile di Agente 007 - Licenza di uccidere di Monty Norman, il primo film di James Bond del 1962. Rob Barnett osserva in una recensione di una registrazione dell'Orchestra Sinfonica di Lahti, diretta da Osmo Vänskä (come parte di una registrazione completa delle opere del compositore): "Sibelius deve aver avuto il senso dell'umorismo per chiamare questa opera una 'cassazione'". La descrive come una ballata per orchestra, iniziando "austera, incessantemente insistente, feroce e "triplamente" forte". Indica un "assolo di clarinetto in stile Balakirev", una "serenata elgariana" e un "assolo di oboe casto", concludendo: "Il brano viene suonato e registrato con spirito, rapace energia e concentrazione avvincente".